# Leonard Read
Leonard Edward Read (Hubbardston, 26 de setembro de 1898 – Irvington-on-Hudson, 14 de maio de 1983) foi o fundador da Foundation for Economic Education (FEE), um dos primeiros think tanks de livre mercado nos Estados Unidos. Ele escreveu 29 livros e numerosos ensaios, incluindo o conhecido "I, Pencil" (1958).

## Ativismo libertário
Durante este período, seus pontos de vista tornaram-se progressivamente mais libertários. Aparentemente, foi em 1933, durante uma reunião com William C. Mullendore, o vice-presidente executivo da Southern California Edison, que Read finalmente se convenceu de que o New Deal era completamente ineficiente e moralmente falido. Read também foi profundamente influenciado por suas crenças religiosas. Seu pastor, o reverendo James W. Fifield Jr., foi ministro da Primeira Igreja Congregacional de Los Angeles, da qual Read também era membro do conselho. Fifield dirigiu um movimento de resistência contra o "evangelho social" do New Deal, tentando convencer ministros em todo o país a adotar "ideais espirituais" libertários. Durante o período em que trabalhou para a Câmara de Comércio, ele também foi profundamente influenciado por figuras seculares, como Albert Jay Nock, e mais tarde por Ayn Rand e os economistas Ludwig von Mises e Henry Hazlitt.